# Maria de Luna

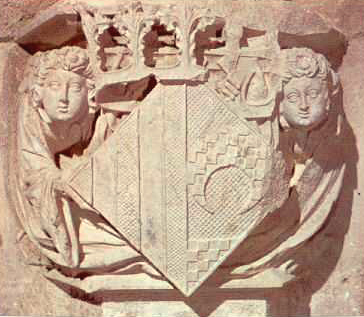
Wappen von María de Luna am Kloster von Santa Maria de Poblet.

María de Luna (* 1358 in Pedrola; † 1406 in Vila-real) war Königin der Krone von Aragonien und Ehefrau von Martin I.

## Leben
María gehörte dem adligen aragonesischen Haus Luna an. Ihre Eltern waren Lope de Luna, Graf von Luna, und Brianda d’Agout. Sie wurde mit dem zukünftigen König Martin verlobt, als sie acht Jahre alt war. Dann ging sie an den Hof der Königin Eleonore, um von ihr ausgebildet zu werden.
Sie heiratete am 13. Juni 1372 in der Kathedrale von Barcelona. Das Paar bekam vier Söhne: Martin, Jakob, Johann und Margarita. Von diesen überlebte nur der erste die Kindheit. Martin, König von Sizilien, starb mit 33 Jahren.
1396 wurden sie und ihr Mann Könige der Krone von Aragonien, da Johann I. gestorben war. Sie war schon Gräfin von Luna, Herzogin von Montblanc, Lehnsherrin von Bolea, Berbegal, Loarre, Vall d’Uxó, Segorbe und anderen Orten. Ihr Mann Martin war damals in Sizilien, und deshalb war sie die Gouverneurin der Krone von Aragonien. Insbesondere musste sie gegen die Ansprüche des Grafen von Foix und der ehemaligen Königin
Violante von Bar agieren. 1397 kam Martin endlich zurück. Die Krönung des Ehepaars fand 1399 in der Kathedrale von Saragossa statt. Das wurde im Palast von Aljafería gefeiert.
Sie schrieb sehr oft an Papst Benedikt XIII., um die schlechten Verhaltensweisen der Adligen gegen die Bauern von Katalonien (mals Usos) abzuschaffen.
Sie liebte die Musik und die Literatur. Francesc Eiximenis widmete ihr ein Werk: Scala Dei, ein kleines Traktat über Moralität und Theologie, das auf Katalanisch vielleicht 1399 anlässlich ihrer Krönung am 23. April geschrieben wurde.
Ihre Gesundheit war aber sehr schwach, und sie starb aus einem Schlaganfall 1406 in Vila-real, als sie auf dem Weg in ihre Ländereien in Segorbe war.
Ihr Testament wurde 1404 geschrieben. In ihm stiftete sie den Franziskanern das Kloster Sancti Spiritu in der Nähe von Sagunt. Außerdem legte sie fest, dass dieses Kloster jährlich Geld bekommen sollte.